# Svartholmen (vid Tirmo, Borgå)
Svartholmen är en ö i Finland. Den ligger i Finska viken och i kommunen Borgå i landskapet Nyland, i den södra delen av landet. Ön ligger omkring 55 kilometer öster om Helsingfors.
Öns area är 3,2 hektar och dess största längd är 300 meter i nord-sydlig riktning.